# Сен-Ромен-ан-Вьеннуа
Сен-Ромен-ан-Вьеннуа (фр. Saint-Romain-en-Viennois) — коммуна во французском департаменте Воклюз региона Прованс — Альпы — Лазурный Берег. Относится к кантону Везон-ла-Ромен.

## Географическое положение

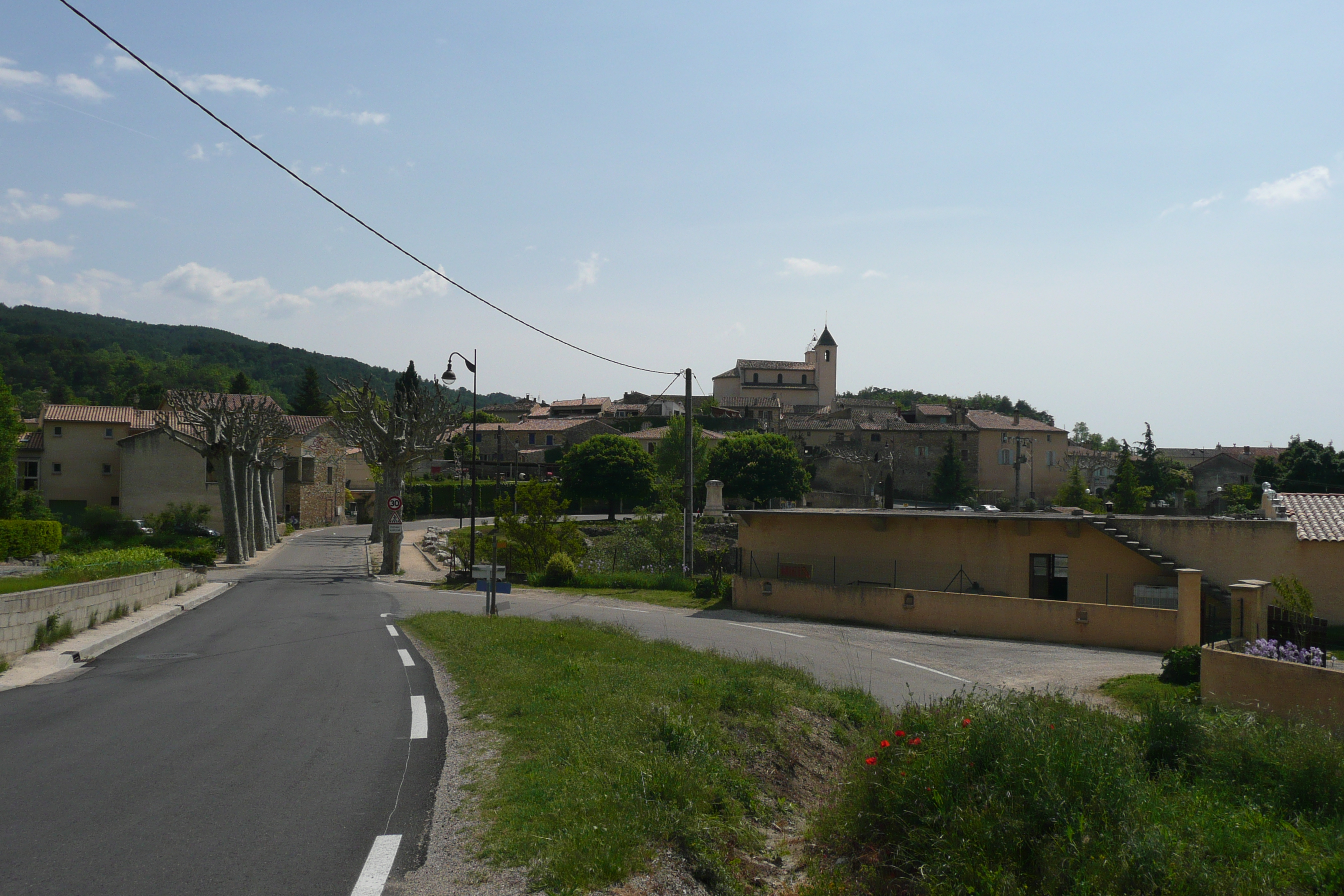
Вид на коммуну

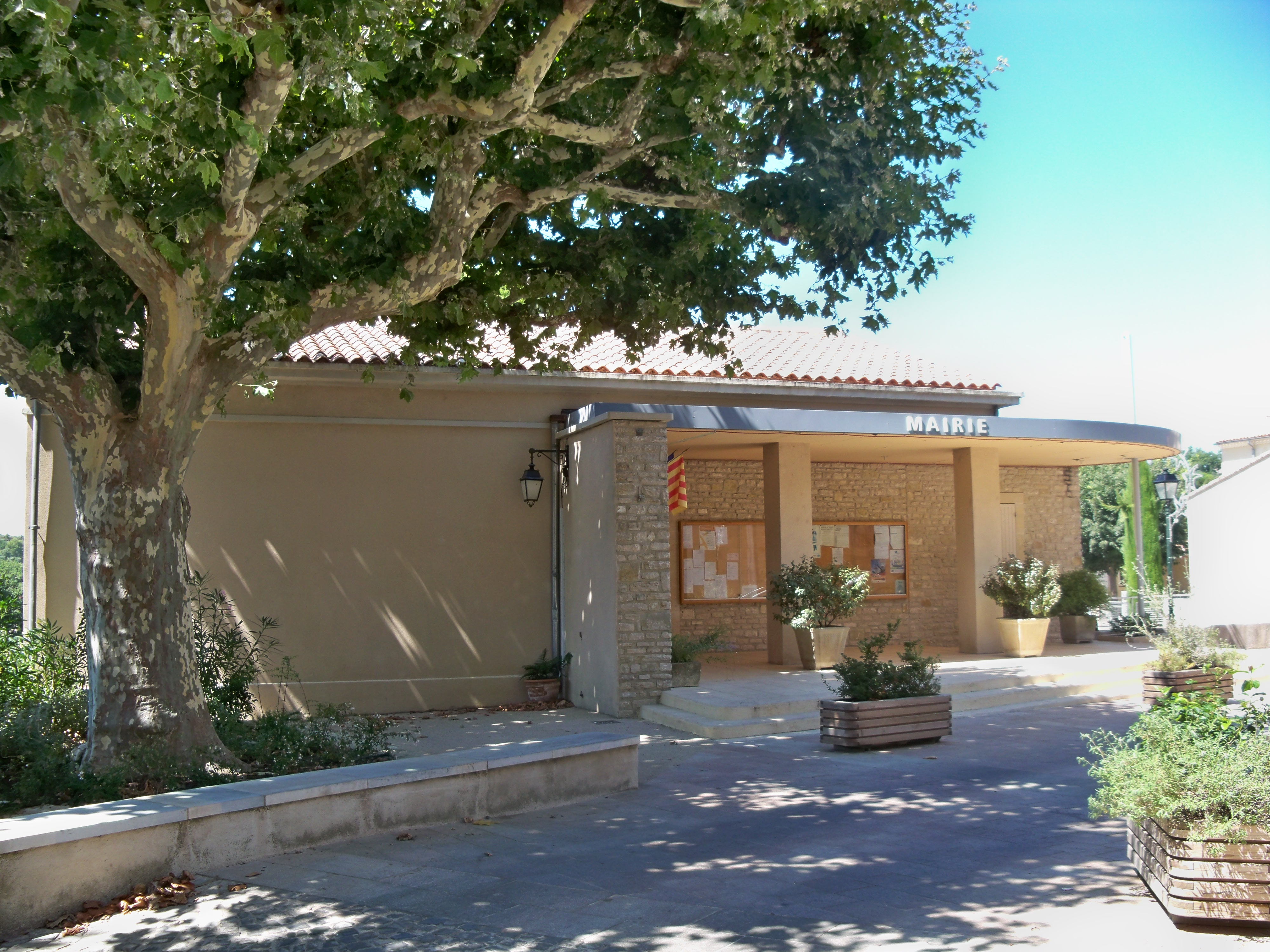
Мэрия

Сен-Ромен-ан-Вьеннуа расположен в 45 км к северо-востоку от Авиньона. Соседние коммуны: Пьежон и Пюимера на севере, Мериндоль-сюр-Оливье на северо-востоке, Фокон на востоке, Антрешо и Сен-Марселлен-ле-Везон на юге, Везон-ла-Ромен на юго-западе.
Через коммуну протекает Лозон, приток Увеза.

## Демография
Население коммуны на 2010 год составляло 856 человек.
| 1962 | 1968 | 1975 | 1982 | 1990 | 1999 | 2010 |
| ---- | ---- | ---- | ---- | ---- | ---- | ---- |
| 368  | 417  | 526  | 644  | 687  | 730  | 856  |